# Milichiella argyrogaster
Milichiella argyrogaster is een vliegensoort uit de familie van de Milichiidae. De wetenschappelijke naam van de soort is voor het eerst geldig gepubliceerd in 1876 door Perris.